# Luge nos Jogos Olímpicos de Inverno de 2018
As competições de luge nos Jogos Olímpicos de Inverno de 2018 foram realizadas no Centro de Deslizamento Olímpico, em Daegwallyeong-myeon, Pyeongchang, entre 10 e 15 de fevereiro.

## Programação
A seguir está a programação da competição para os quatro eventos da modalidade.
Horário local (UTC+9).
| Data            | Horário | Evento                                |
| --------------- | ------- | ------------------------------------- |
| 10 de fevereiro | 19:10   | Individual masculino – descidas 1 & 2 |
| 11 de fevereiro | 18:50   | Individual masculino – descidas 3 & 4 |
| 12 de fevereiro | 19:50   | Individual feminino – descidas 1 & 2  |
| 13 de fevereiro | 19:30   | Individual feminino – descidas 3 & 4  |
| 14 de fevereiro | 20:20   | Duplas – descidas 1 & 2               |
| 15 de fevereiro | 21:30   | Revezamento por equipes               |

## Medalhistas
| Evento                           | Ouro                                                                       | Prata                                                          | Bronze                                                                |
| -------------------------------- | -------------------------------------------------------------------------- | -------------------------------------------------------------- | --------------------------------------------------------------------- |
| Individual masculino detalhes    | David Gleirscher AUT Áustria                                               | Chris Mazdzer USA Estados Unidos                               | Johannes Ludwig GER Alemanha                                          |
| Individual feminino detalhes     | Natalie Geisenberger GER Alemanha                                          | Dajana Eitberger GER Alemanha                                  | Alex Gough CAN Canadá                                                 |
| Duplas detalhes                  | Tobias Wendl Tobias Arlt GER Alemanha                                      | Peter Penz Georg Fischler AUT Áustria                          | Toni Eggert Sascha Benecken GER Alemanha                              |
| Revezamento por equipes detalhes | Natalie Geisenberger Johannes Ludwig Tobias Wendl Tobias Arlt GER Alemanha | Alex Gough Samuel Edney Tristan Walker Justin Snith CAN Canadá | Madeleine Egle David Gleirscher Peter Penz Georg Fischler AUT Áustria |

## Quadro de medalhas
| Ordem | País               | Medalha de ouro | Medalha de prata | Medalha de bronze |    | Ordem por total |
| ----- | ------------------ | --------------- | ---------------- | ----------------- | -- | --------------- |
| 1     | GER Alemanha       | 3               | 1                | 2                 | 6  | 1               |
| 2     | AUT Áustria        | 1               | 1                | 1                 | 3  | 2               |
| 3     | CAN Canadá         |                 | 1                | 1                 | 2  | 3               |
| 4     | USA Estados Unidos |                 | 1                |                   | 1  | 4               |
| TOTAL | TOTAL              | 4               | 4                | 4                 | 12 | —               |